# Pentium M
Pentium M je procesor architektury x86 představený firmou Intel v březnu 2003. Procesor byl původně určen pro použití v laptopech (M jako mobilní). Před uvolněním bylo jeho kódové jméno „Banias“.
Pentium M představuje od Intelu radikální změnu přístupu, protože tento procesor není variantou desktopového Pentia 4, jak by se mohlo očekávat, ale místo toho modifikací procesoru Pentium III Tualatin (který byl založen na jádru Pentia Pro). Je optimalizován pro nižší odběr elektrické energie a nižší produkované teplo než desktopové procesory a tím umožňuje delší chod na baterie v noteboocích. Pentium M běží na nižších frekvencích než Pentium 4, ale jejich výkon je srovnatelný (díky lepší architektuře Pentia M). Například Pentium M 1,6 GHz má podobný výkon jako Pentium 4 na 2,4 GHz.
Na základě tohoto procesoru začal Intel vyvíjet novou architekturu, kterou v lednu 2006 představil pod názvem Intel Core.